# Bechtel
Bechtel Corporation, beskrivs ibland som Bechtel Group, är ett amerikanskt globalt infrastruktur- och byggbolag. De rankas som USA:s fjärde största privata företag efter omsättning, på nästan $39,4 miljarder och sysselsätter omkring 53 000 anställda världen över för år 2014. Bechtel designar, konstruerar och bygger bland annat flygplatser, kärnreaktorer, hamnar, motorvägar, oljeraffinaderier, järnvägssystem, vindkraftverk, kolkraftverk, kollektivtrafiksystem som tunnelbanor, pipelines, värmeverk, radiomaster, smältverk, broar, vattenkraftsdammar, solcellsparker och raffinaderier för både naturgas och kemikalier. De utför även olika servicetjänster åt USA:s försvarsdepartement och USA:s energidepartement rörande demonteringar av kärn- och kemiska vapen och att hantera kemiskt- och radioaktivt avfall. Bechtel utför också facility management på anläggningarna Los Alamos National Laboratory, Lawrence Livermore National Laboratory, Y-12 National Security Complex och Pantex Plant samt på testområdet Ronald Reagan Ballistic Missile Defense Test Site.